# Weggis
Weggis (pronuncia - se Véquis) é uma comuna da Suíça, no Cantão Lucerna, com cerca de 3.990 habitantes. Estende-se por uma área de 25,29 km², de densidade populacional de 158 hab/km². Confina com as seguintes comunas: Arth (SZ), Ennetbürgen (NW), Greppen, Küssnacht am Rigi (SZ), Meggen, Stansstad (NW), Vitznau.
A língua oficial nesta comuna é o Alemão.
Em 2005, a cidade ganhou notoriedade ao saber que vai hospedar a Seleção Brasileira de Futebol, em preparação para a Copa do Mundo de 2006.

## Demografia
| Crescimento demográfico | Crescimento demográfico | Crescimento demográfico | Crescimento demográfico | Crescimento demográfico | Crescimento demográfico | Crescimento demográfico | Crescimento demográfico | Crescimento demográfico | Crescimento demográfico | Crescimento demográfico |
| ----------------------- | ----------------------- | ----------------------- | ----------------------- | ----------------------- | ----------------------- | ----------------------- | ----------------------- | ----------------------- | ----------------------- | ----------------------- |
| Ano                     | 1850                    | 1870                    | 1880                    | 1900                    | 1950                    | 1970                    | 1980                    | 1990                    | 2000                    | 2004                    |
| População               | 1.279                   | 1.384                   | 1.294                   | 1.522                   | 2.247                   | 2.517                   | 2.367                   | 2.997                   | 3.616                   | 3.927                   |